# Frank Callighen
Frank Patsy Charles Winslow Callighen (né le 13 février 1906 à Huntsville, dans la province de l'Ontario, au Canada — mort le 16 octobre 1964) est un joueur professionnel canadien de hockey sur glace qui évolue au poste de défenseur dans les années 1920-1930.

## Biographie
Callighen débute au hockey sur glace junior avec les St. Andrews de Toronto 1922-1923 puis rejoint les St. Mary's de Toronto la saison suivante ; il joue avec eux la finale de la Coupe Memorial en 1924 mais perd contre les Greys d'Owen Sound. Il rejoint ces derniers à la suite de cette saison et joue une nouvelle fois la finale de la Coupe Memorial lors des éditions 1925 et 1926 mais il ne parvient toujours pas à gagner le titre.
En 1926, il rejoint la franchise des Rangers de New York de la Ligue nationale de hockey en jouant avec les Indians de Springfield qui évoluent dans la Can-Am. Il participe à une quarantaine de rencontres avec les Rangers au cours de la saison 1927-1928 mais passe tout le reste de sa carrière en jouant dans les ligues mineures, que ce soit dans la Can-Am ou plus tard dans la Ligue internationale de hockey.

## Statistiques
| Saison    | Équipe                 | Ligue          |    | Saison régulière | Saison régulière | Saison régulière | Saison régulière | Saison régulière |   | Séries éliminatoires | Séries éliminatoires | Séries éliminatoires | Séries éliminatoires | Séries éliminatoires |
| Saison    | Équipe                 | Ligue          | PJ | B                | A                | Pts              | Pun              | PJ               | B | A                    | Pts                  | Pun                  |                      |                      |
| 1922-1923 | St. Andrews de Toronto | AHO            | 7  | 5                | 5                | 10               | -                |                  |   |                      |                      |                      |                      |                      |
| 1923-1924 | St. Mary's de Toronto  | AHO            | 8  | 2                | 4                | 6                | 0                |                  |   |                      |                      |                      |                      |                      |
| 1924      | St. Mary's de Toronto  | Coupe Memorial | 2  | 2                | 0                | 2                | 0                |                  |   |                      |                      |                      |                      |                      |
| 1924-1925 | Greys d'Owen Sound     | AHO            | 17 | 6                | 7                | 13               | -                |                  |   |                      |                      |                      |                      |                      |
| 1925      | Greys d'Owen Sound     | Coupe Memorial | 9  | 4                | 4                | 8                | 23               |                  |   |                      |                      |                      |                      |                      |
| 1925-1926 | Greys d'Owen Sound     | AHO            | 11 | 9                | 4                | 13               | -                |                  |   |                      |                      |                      |                      |                      |
| 1926      | Greys d'Owen Sound     | Coupe Memorial | 6  | 0                | 0                | 0                | 27               |                  |   |                      |                      |                      |                      |                      |
| 1926-1927 | Indians de Springfield | Can-Am         | 31 | 5                | 2                | 7                | 83               |                  |   |                      |                      |                      |                      |                      |
| 1927-1928 | Rangers de New York    | LNH            | 36 | 0                | 0                | 0                | 32               | 9                | 0 | 0                    | 0                    | 0                    |                      |                      |
| 1927-1928 | Indians de Springfield | Can-Am         | 7  | 1                | 1                | 2                | 20               |                  |   |                      |                      |                      |                      |                      |
| 1928-1929 | Indians de Springfield | Can-Am         | 39 | 2                | 2                | 4                | 124              |                  |   |                      |                      |                      |                      |                      |
| 1929-1930 | Indians de Springfield | Can-Am         | 37 | 10               | 6                | 16               | 63               |                  |   |                      |                      |                      |                      |                      |
| 1930-1931 | Indians de Springfield | Can-Am         | 38 | 14               | 8                | 22               | 108              |                  |   |                      |                      |                      |                      |                      |
| 1931-1932 | Indians de Springfield | Can-Am         | 40 | 1                | 5                | 6                | 74               |                  |   |                      |                      |                      |                      |                      |
| 1932-1933 | Castors de Québec      | Can-Am         | 43 | 3                | 4                | 7                | 82               |                  |   |                      |                      |                      |                      |                      |
| 1933-1934 | Indians de Cleveland   | LIH            | 43 | 5                | 12               | 17               | 92               |                  |   |                      |                      |                      |                      |                      |
| 1934-1935 | Falcons de Cleveland   | LIH            | 44 | 3                | 4                | 7                | 67               |                  |   |                      |                      |                      |                      |                      |
| 1935-1936 | Falcons de Cleveland   | LIH            | 5  | 0                | 0                | 0                | 11               |                  |   |                      |                      |                      |                      |                      |
| 1935-1936 | Cardinals de Rochester | LIH            | 13 | 2                | 1                | 3                | 8                |                  |   |                      |                      |                      |                      |                      |
| 1935-1936 | Tecumsehs de London    | LIH            | 28 | 0                | 5                | 5                | 51               |                  |   |                      |                      |                      |                      |                      |